# NWA Ireland Tag Team Championship
L'NWA Ireland Tag Team Championship è stato un titolo di wrestling della divisione tag team promosso dalla NWA Ireland, affiliata irlandese della National Wrestling Alliance.
Il titolo fu attivo dal 2005 al 2008, quando la federazione terminò la collaborazione con la National Wrestling Alliance.

## Albo d'oro
| Legenda  |                                                                               |
| -------- | ----------------------------------------------------------------------------- |
| #        | Indica il numero del regno titolato                                           |
| Regno    | Viene indicato il numero del regno del campione                               |
| Data     | La data in cui il titolo è stato vinto                                        |
| Località | Indica il luogo in cui il titolo è stato vinto                                |
| Note     | Indica notizie particolari riguardanti i cambi di titolo o altre informazioni |

| # | Campione                                       | Regno | Data              | Giorni | Località                | Evento     | Note | Fonti |
| - | ---------------------------------------------- | ----- | ----------------- | ------ | ----------------------- | ---------- | --- | ----- |
| 1 | Justin Bred e Danny Butler                     | 1     | 18 settembre 2005 | 154    | Bray, Irlanda           | House show | In un torneo per decretare i campioni inaugurali, sconfiggendo in finale Keith Loughman e Robbie Morrissey. |       |
| 2 | Keith Loughman e Robie Morrissey               | 1     | 19 febbraio 2006  | 126    | Bray, Irlanda           | House show | |       |
| 3 | Adam Abz e Phil Boyd                           | 1     | 25 giugno 2006    | 133    | Bray, Irlanda           | House show | |       |
| 4 | Aston Fenchurch IV e Sir Michael W. Winchester | 1     | 5 novembre 2006   | 21     | Blanchardstown, Irlanda | House show | |       |
| 5 | Adam Abz e Phil Boyd                           | 2     | 26 novembre 2006  | 98     | Bray, Irlanda           | House show | |       |
| 6 | Justin Bred e Danny Butler                     | 2     | 4 marzo 2007      | 284    | Dublino, Irlanda        | House show | |       |
| 7 | Aguila Artois e Michael Winchester (2)         | 1     | 13 dicembre 2007  | 239    | Bray, Irlanda           | House show | |       |
| 8 | Adam Abz (3) e Ross Browne                     | 1     | 8 agosto 2008     | --     | Bray, Irlanda           | House show | |       |
| — | Disattivato                                    | —     | 2008              | —      | —                       | —          | Il titolo fu disattivato quando la federazione terminò l'affiliazione con la National Wrestling Alliance.   |       |